# Monoblepharidomycetes
Monoblepharidomycetes es una clase de hongos quitridios de la división Chytridiomycota. La clase contiene dos órdenes Harpochytriales y Monoblepharidales. Estos quitridios se diferencian de otros taxones de su división ya que se reproducen usando autoesporas, aunque algunos lo hacen a través de zoosporas. La reproducción es sexual.

## Sistemática
Se clasifican de la siguiente manera:
- Clase Monoblepharidomycetes
  - Orden Harpochytriales
    - Familia Oedogoniomycetaceae
      - Género Oedogoniomyces

    - Familia Harpochytriaceae
      - Género Harpochytrium
      - Género Rhabdium

  - Orden Monoblepharidales
    - Familia Monoblepharidaceae
      - Género Monoblepharis

    - Familia Gonapodyaceae
      - Género Gonapodya
      - Género Monoblepharella

    - Familia Telasphaerulaceae
      - Género Telasphaerula

    - Familia Sanchytriaceae
      - Género Sanchytrium